# Rosse motmot
De rosse motmot (Baryphthengus martii) is een vogel uit de familie Momotidae (motmots).

## Verspreiding en leefgebied
Deze soort komt voor van oostelijk Honduras tot zuidwestelijk Ecuador en het westelijk Amazonebekken en telt twee ondersoorten:
- B. m. semirufus: van oostelijk Honduras tot noordwestelijk Colombia en westelijk Ecuador.
- B. m. martii: westelijk Amazonebekken.

## Status
De grootte van de populatie is in 2019 geschat op 5-50 miljoen volwassen vogels. Op de Rode lijst van de IUCN heeft deze soort de status niet bedreigd.